# Râpa Roșie - Dealul Morii
Râpa Roșie - Dealul Morii este o arie protejată de interes național ce corespunde categoriei a IV-a IUCN (rezervație naturală de tip geomorfologic) situată în județul Vrancea, pe teritoriul administrativ al comunei Tulnici.

## Localizare
Aria naturală cu o suprafață de 49,60 hectare se află în Munții Vrancei (unitate reliefală a Carpaților de Curbură), în partea nord-vestică a județului Vrancea, în versantul drept al râului Putna, în aval de confluența cu valea Cozei, în partea sudică a satului Tulnici, lângă drumul comunal (205L) care leagă această localitate de satul Păulești.

## Descriere
Rezervația naturală a fost declarată arie protejată prin Legea Nr.5 din 6 martie 2000 (privind aprobarea Planului de amenajare a teritoriului național - Secțiunea a III-a - zone protejate) și reprezintă o arie naturală pseudocarstică (forme de eroziune asemănătoare celor carstice, produse de alte procese decât disoluția) formată în versantul drept al Putnei, cu pante abrupte, turnuri, ace, ogașe, pâlnii sau microcanioane ce conferă locului un pitoresc aparte.